# اودوولا اوداگاما
اودوولا اوداگاما (به لاتین: Uduwela Udagama) یک منطقهٔ مسکونی در سری‌لانکا است که در استان مرکزی (سری‌لانکا) واقع شده‌است.